# Taryba

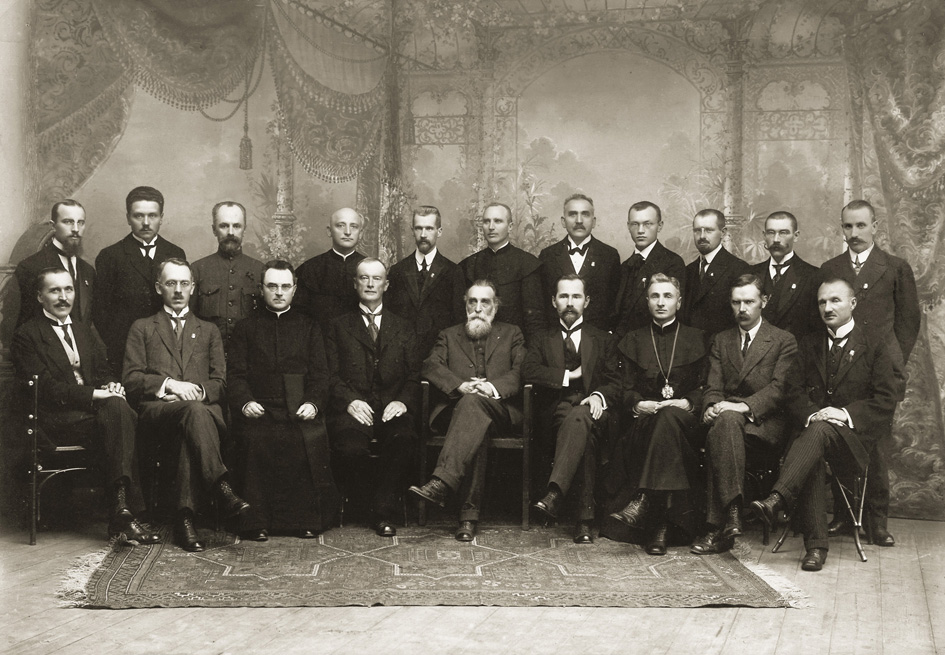
Rådets 20 ursprungliga medlemmar

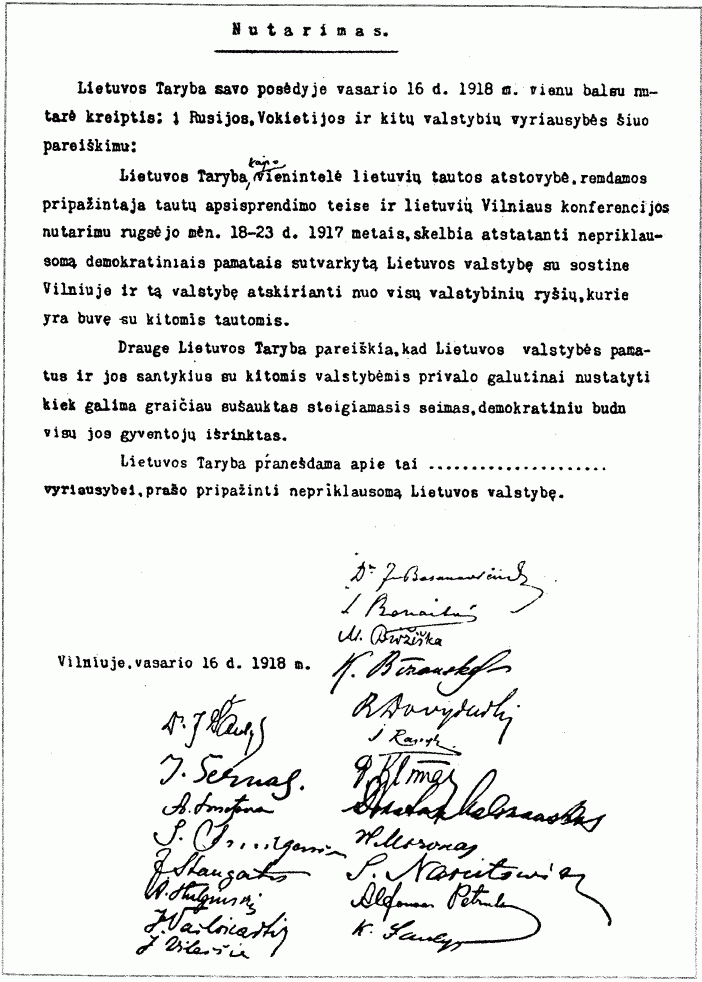
Litauens självständighetsförklaring

Taryba, Lietuvos Taryba, Litauens råd skapades vid Vilniuskonferensen som ägde rum 18-23 september 1917. Rådet hade i uppdrag att grunda en självständig litauisk stat. 16 februari 1918 skrev medlemmarna under Litauens självständighetsförklaring. Rådet var verksamt fram till 15 maj 1920 då parlamentet Seimas tillträdde.